# Shocked
"Shocked" é uma canção da cantora australiana Kylie Minogue, gravada para seu terceiro álbum Rhythm of Love (1990). Foi escrita e produzida por Stock, Aitken e Waterman e foi lançada como o quarto single de Rhythm of Love em 20 de maio de 1991 pela gravadora PWL em forma de um remix realizado pelo duo DNA, com um rap feito por Jazzi P. A canção foi um sucesso comercial, chegando a número seis no Reino Unido e número dois na Irlanda, euquanto na Austrália, a canção alcançou a posição de número sete. 

## Desempenho nas tabelas musicais
| Tabela musical (1991)               | Melhor posição |
| ----------------------------------- | -------------- |
| Austrália (ARIA)                    | 7              |
| Bélgica (Ultratop 50 de Flandres)   | 18             |
| Europa (European Hot 100 Singles)   | 15             |
| Finlândia (Suomen virallinen lista) | 8              |
| Irlanda (IRMA)                      | 2              |
| Reino Unido (UK Singles Chart)      | 6              |
| Reino Unido Dance (Music Week)      | 29             |

| Tabela musical (1991) | Posição |
| --------------------- | ------- |
| Austrália (ARIA)      | 72      |